# Вујадиновић
Вујадиновић је српско презиме, настало од мушког имена Вујадин. Познате особе са овим презименом су:
- Ђорђе Вујадиновић, фудбалер и фудбалски менаџер
- Маша Вујадиновић, певачица
- Никола Вујадиновић, српски фудбалер